# Stadler Rail
Stadler Rail AG és una empresa suïssa de fabricació de material rodant ferroviari. Fundada el 1942 com un petit taller ferroviari, va començar a expandir-se des de l'any 1995, amb l'inici de la fabricació del seu famós automotor GTW 2/6. Actualment és una empresa multinacional, un dels principals productors de material rodant, amb fàbriques a diversos països del món. A més de produir grans sèries de models estandarditzats, continua amb la seva activitat inicial de fabricació de petites sèries a mesura (de vegades d'una sola unitat). També és l'empresa de referència mundial en fabricació de vehicles especialitzats per a ferrocarrils de cremallera.

## Història

### Els primers cinquanta anys
L'any 1942, Ernst Stadler va crear una empresa d'enginyeria amb seu a Zürich. El 1945 es va traslladar a Wädenswil, on ja amb el nom d'Elektro-Fahrzeuge Ernst Stadler va construir els primers tractors de maniobres elèctrics, dièsel i de bateries. L'any 1951 el negoci va fer fallida. Després de treballar per diversos dels seus clients, va recuperar el negoci de nou, i el 1962 va obrir un taller a la localitat de Bussnang, al cantó suís de Thurgau. Un temps després va traslladar el domicili social de Zürich a Bussnang, i el 1976 l'empresa va passar a denominar-se Stadler Faherzeuge AG. El 1981 va morir el fundador Ernst Stadler, succeint-li en la propietat de l'empresa la seva vídua, Irma Stadler. El 1984 es van construir els primers cotxes de viatgers per a ferrocarrils suïssos. El 1989, Irma Stadler va vendre l'empresa a Peter Spuhler.
Aquest emprenedor és el personatge clau en el desenvolupament de l'empresa. Nascut a Sevilla (Espanya, encara que té la nacionalitat suïssa) el 1959, és llicenciat en administració i direcció d'empreses. Es va casar en primeres núpcies amb la neta dels Stadler, i va entrar a treballar a l'empresa el 1987. A més de les seves activitats empresarials, entre els anys 1999 i 2012 va ser representant electe pel cantó de Thurgau del partit conservador SVP al Consell Nacional de Suïssa.

### Creixement i expansió
En el moment en què Peter Suphler va passar a controlar l'empresa, la plantilla era d'una vintena de treballadors.
Aquest petit equip tècnic va imaginar un vehicle de nova concepció que és el que va llançar Stadler al seu gran creixement. A mitjan anys noranta, diversos fabricants ferroviaris van dissenyar i construir el que podria denominar-se la segona generació d'automotors lleugers, que havien de permetre mantenir en explotació línies secundàries i rurals gràcies a uns costos d'explotació el més ajustats possibles. Stadler també va desenvolupar un vehicle d'aquest tipus, però amb un concepte nou, sorgit de la idea d'un dels seus enginyers: es tractava d'un petit tren automotor, en el qual els equips tècnics estiguessin separats dels departaments de viatgers. Més o menys, una composició amb una petita locomotora i dos cotxes de viatgers, però situant la locomotora al centre. D'aquesta manera, a més de qüestions de confort, es podia posar tot el pes adherent al vehicle motriu, i construir dos cotxes extremadament lleugers. Va ser així com va néixer el GTW, de les seves sigles en alemany Gelenktriebwagen (tren automotor articulat), el primer vehicle del qual es va presentar el 1995.
L'èxit de vendes del GTW va suposar el primer pas expansiu de Stadler, en adquirir les antigues factories de Schindler Waggon i de Flug- und Fahrzeugwerke Altenrhein (FFA), ambdues a Altenrhein, el 1997. En aquest moment l'empresa va canviar la seva estructura, passant a constituir-se en holding (Stadler Rail AG), del qual formen part les empreses de cada fàbrica.
El 1998 va adquirir el negoci de trens de cremallera de l'antiga Schweizerische Lokomotiv- und Maschinenfabrik (SLM) a Sulzer AG, sent des de llavors l'únic fabricant europeu especialitzat en vehicles per a aquests ferrocarrils de muntanya.
L'any 2000 va començar la internacionalització de la producció, formant una empresa conjunta amb ADtranz, amb seu a la factoria berlinesa de Pankow. L'any següent, Stadler va adquirir totes les participacions d'aquesta societat, constituint l'empresa Stadler Pankow GmbH. En aquesta operació també va adquirir les llicències dels automotors Regioshuttle (desenvolupats per ADtranz en 1996) i dels tramvies Variobahn (un disseny original d'ABB/Henschel de l'any 1993), entrant així en el segment de mercat dels tramvies urbans.
La factoria principal de Bussnang es va ampliar els anys 2001 i 2004, entre altres motius per donar cabuda a la producció d'un nou model d'unitats de tren, també de gran èxit: el FLIRT, UT articulada de pis baix amb bogies motors als extrems, la producció dels quals va començar el 2004. Aquest mateix any, Stadler Rail va adquirir l'empresa de fosa Swiss Metall Castin AG de Biel/Bienne, i Winpro S.A. el 2005, i va seguir la seva expansió internacional, amb l'obertura de centres de producció o manteniment a Hongria (2005) i Polònia (2006).
El 2007 va començar la producció del primer tramvia de disseny propi, el Tango, que combina elements de sèries anteriors, com són el Variobahn i el GTW. El 2008 va començar la producció de la primera unitat de tren elèctrica de dos pisos, el KISS. La internacionalització va seguir amb noves plantes a Algèria (2008), República Txeca (2009), EUA (2011) i Belarús (2012).
L'any 2015 va adquirir a Vossloh la factoria d'Albuixec (València), de llarga tradició en la construcció ferroviària: va ser inaugurada a la fi dels anys vuitanta per Meinfesa (subsidiària d'Alstom), la successora de MACOSA. La multinacional la va vendre el 2005 a Vossloh.
El 2018 l'empresa tenia més de 8.500 empleats, va facturar més de 2.000 milions de Francs suïssos (més de 1.800 milions d'Euros), i va tenir uns beneficis de més de 150 milions de Francs suïssos (uns 138 milions d'Euros).
El 2019 l'empresa va fer un canvi radical de cara al futur, atès que de ser una empresa propietat d'una persona, va passar a ser una societat cotitzada: el 12 d'abril de 2019 va començar a cotitzar a la borsa suïssa SIX Swiss Exchange. El fins llavors propietari únic de l'empresa, Peter Spuhler, va treure a cotització el 60 % de les accions, quedant-se ell amb el restant 40 %.

## Factories
Stadler Rail AG té fàbriques i centres de manteniment per tot el món, encara que la majoria se situen a Europa. El grup està format pel holding Stadler Rail AG, del que depenen les diferents empreses que el conformen, cadascuna d'elles amb estructura pròpia. Amb fons gris estan ressaltades les plantes de fabricació de trens.
| Empresa                                      | País            | Ubicació                               | Activitat | Superfície | Empleats  |
| -------------------------------------------- | --------------- | -------------------------------------- | --- | ---------- | --------- |
| Stadler Bussnang AG                          | Suïssa          | Bussnang                               | Seu principal de Stadler. Centre de competència de les famílies de vehicles EC250, FLIRT, GTW i de l'àrea de vehicles fets a mesura, incloent els trens de cremallera.        | 51.000 m²  | Uns 1.700 |
| Stadler Service AG                           | "               | Bussnang                               | Servei de peces de recanvi; manteniment, revisió i reparacions de vehicles; i suport tècnic.                                                                                  |            | Uns 70    |
| Stadler Rheintal AG                          | "               | Altenrhein                             | Fabricació de trens KISS, tramvies, vehicles ferroviaris de via mètrica i cotxes de passatgers per al mercat suís i internacional. Departament d'enginyeria amb 250 empleats. | 49.000 m²  | Uns 950   |
| IBS-Zentrum Erlen                            | "               | Erlen                                  | Posada a punt dels trens fabricats a Bussnang i Altenrhein. |            |           |
| Stadler Stahlguss AG                         | "               | Biel/Bienne                            | Fabricació de peces de fosa d'acer modelat per Stadler i altres empreses. |            |           |
| Stadler Winterthur AG                        | "               | Winterthur                             | Centre de competència de bogies. | 13.000 m²  | Uns 260   |
| Stadler Algérie EURL                         | Algèria         | Alger                                  | Centre de manteniment. |            | Uns 100   |
| Stadler Deutschland GmbH                     | Alemanya        | Berlin-Pankow                          | Desenvolupament i fabricació de trens per a Alemanya, i centre de competència de tramvies, trens urbans i metros.                                                             |            | Uns 1.100 |
| "                                            | "               | Velten                                 | Emplaçament complementari de Pankow. |            |           |
| "                                            | "               | Berlín-Reinickendorf                   | Emplaçament complementari de Pankow. |            |           |
| Stadler Chemnitz GmbH                        | "               | Chemnitz                               | Departament d'enginyeria. |            | Uns 100   |
| Stadler Mannheim GmbH                        | "               | Mannheim                               | Enginyeria de digitalització. És l'antiga empresa VIPCO GmbH, adquirida per Stadler el juny de 2020.                                                                          |            | Uns 50    |
| Stadler Service Italy GmbH                   | Itàlia          | Merano, Venezia i Sardenya             | Petits centres de manteniment. |            |           |
| Stadler Service Nederland B.V.               | Països Baixos   | Twello, Leeuwarden, Venlo i Nieuwegein | Petits centres de manteniment. |            | Uns 80    |
| Stadler Środa SP.Z.O.O.                      | Polònia         | Środa Wielkopolska                     | Fabricació i pintura de caixes d'acer per a tramvies. |            | Uns 250   |
| Stadler Polska SP.Z.O.O.                     | "               | Varsòvia                               | Seu central a Polònia. |            |           |
| "                                            | "               | Siedlce                                | Fabricació de trens per al mercat polonès i internacional. | 27.000 m²  | Uns 800   |
| Stadler Service Polska SP.Z.O.O.             | "               | Varsòvia i Lódz                        | Centres de manteniment i serveis. |            | Uns 30    |
| Stadler Service Sweden AB                    | Suècia          | Hagalund                               | Centre de manteniment i serveis. |            | Uns 20    |
| Stadler Rail València SAU                    | Espanya         | Albuixec                               | Centre de competència de locomotores, tractors, metros i tramvies. | 200.000 m² | Uns 900   |
| ERION Mantenimiento Ferroviario, S.A.        | "               | Madrid                                 | Participada al 51 %. Diversos centres de manteniment per tot el país. |            | Uns 30    |
| Stadler Praha, s.r.o.                        | República Txeca | Praga                                  | Oficina d'enginyeria. |            | Uns 50    |
| Stadler Rail Service UK                      | Regne Unit      | Liverpool                              | Centre de manteniment i serveis. |            |           |
| Stadler Ungarn Kft.                          | Hongria         | Budapest                               | Seu central a Hongria. |            | Uns 50    |
| Stadler Szolnok Vasúti Járműgyartó Kft.      | "               | Szolnok                                | Fabricació de trens FLIRT i GTW. |            | Uns 330   |
| Stadler Magyarország Vasúti Karbantartó Kft. | "               | Pusztaszabolcs                         | Centre de manteniment i de serveis. |            | Uns 70    |
| Stadler US Inc.                              | EUA             | Salt Lake City                         | Planta de muntatge de trens pels EUA. | 2.750 m²   | Uns 100   |
| CJSC Stadler Minsk                           | Belarús         | Fanipol                                | Fabricació de trens i tramvies per als països de la CEI. | 35.000 m²  | Uns 1.100 |

## Productes
Stadler Rail ha centrat el seu èxit en la fabricació d'uns quants models de trens, seguint la tònica general del sector per la qual es dissenyen i construeixen de models «de catàleg», necessària en un context d'alta competència que requereix una reducció en els costos de producció. El client pot variar algunes característiques, com és la quantitat de cotxes de les UT o, per descomptat, els acabats. Però no les dimensions ni característiques tècniques principals dels vehicles. No obstant això, l'empresa manté activa la línia de negoci dels seus orígens, fabricant vehicles de sèries petites, o molt petites, a mesura de les necessitats dels clients (conegut en anglès com tailor made).

### Unitats de tren
| Imatge | Denominació | Inici fabricació | Descripció |
| ------ | --- | ---------------- | --- |
|        | GTW (Gelenktriebwagen / Tren automotor articulat)                                                                         | 1995             | Unitat de tren caracteritzada per tenir un mòdul motriu central de dos eixos, amb un remolc a cada costat (tipus GTW 2/6). Existeix també la versió amb tres remolcs (GTW 2/8). Es fabrica amb tracció elèctrica o diésel-elèctrica, per a tots els amples de via, i també amb cremallera. |
|        | FLIRT (Flinker Leichter Intercity- und Regional-Triebzug / Tren regional lleuger, ràpid i innovador)                      | 2004             | Unitat de tren elèctrica d'entre dos i quatre cotxes, amb bogis motoritzats només en els extrems i pis baix en la part central del tren. També existeixen versions de cinc i sis cotxes, amb bogis motrius addicionals al centre de la UT. Posteriorment s'han desenvolupat versions dièsel i duals, amb un mòdul motriu central com el dels GTW, però de major grandària i recolzat sobre dos bogis articulats, anticipant el concepte dels trens WINK. |
|        | KISS (Komfortabler Innovativer Spurtstarker S-Bahn-Zug / Tren suburbà potent, còmode i innovador)                         | 2008             | Unitat de tren elèctrica de dos pisos, en composició variable déntre tres i sis cotxes. |
|        | WINK (Wandelbarer Innovativer Nahverkehrs-Kurzzug / Tren de rodalies innovador, convertible i curt)                       | 2017             | Unitat de tren que barreja elements del GTW (un mòdul motriu central, però recolzat sobre dos bogis articulats) i del FLIRT (un remolc llarg a cada extrem). Pot ser dièsel, elèctric, dual o amb altres alimentacions. Destinat a línies de tràfic feble. |
|        | SMILE (Schneller Mehrsystemfähiger Innovativer Leichter Expresszug / Tren exprès ràpid, innovador, multisistema, lleuger) | 2017             | Tren d'alta velocitat per a tràfics internacionals. |

### Tramvies
| Imatge | Denominació | Inici fabricació | Descripció |
| ------ | ----------- | ---------------- | --- |
|        | Variobahn   | 1993 (2001)      | Tramvia articulat de pis baix fabricat successivament per ABB, ADtranz, Bombardier, i des del 2001 per Stadler.                                                                                      |
|        | Tango       | 2007             | Primer desenvolupament tranviari de Stadler. Tramvia de pis baix parcial que combina mòduls curts i llargs recolzats cadascun sobre un bogi.                                                         |
|        | Metelitsa   | 2014             | Tramvia articulat de pis baix desenvolupat per la planta de Stadler a Belarús, pel mercat dels països de l'est.                                                                                      |
|        | Citylink    | 2003 (2015)      | Tramvia-tren desenvolupat per Vossloh. És un producte de Stadler des de l'any 2015, com a resultat de la compra de les activitats ferroviàries de Vossloh, i es fabrica a Albuixec.                  |
|        | Tramlink    | 2007 (2015)      | Tramvia articulat de pis baix desenvolupat per Vossloh. És un producte de Stadler des de l'any 2015, com a resultat de la compra de les activitats ferroviàries de Vossloh, i es fabrica a Albuixec. |

### Metros
Stadler no té un producte específic per als ferrocarrils metropolitans. Però des de l'any 2015 està construint trens d'aquest tipus per a les xarxes de Berlin, Minsk o Glasgow.

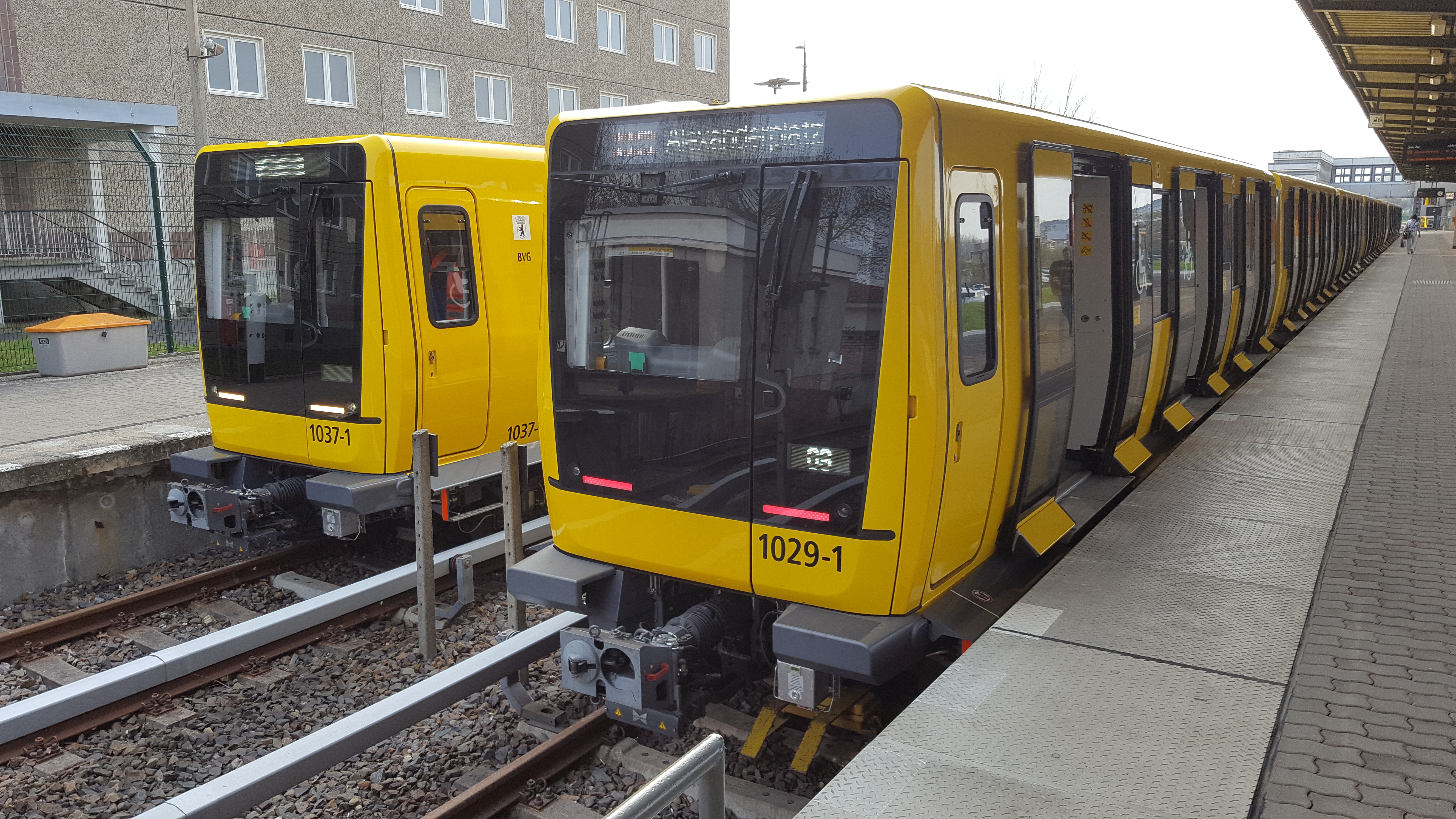
Sèrie IK17 de BVG, Berlin.
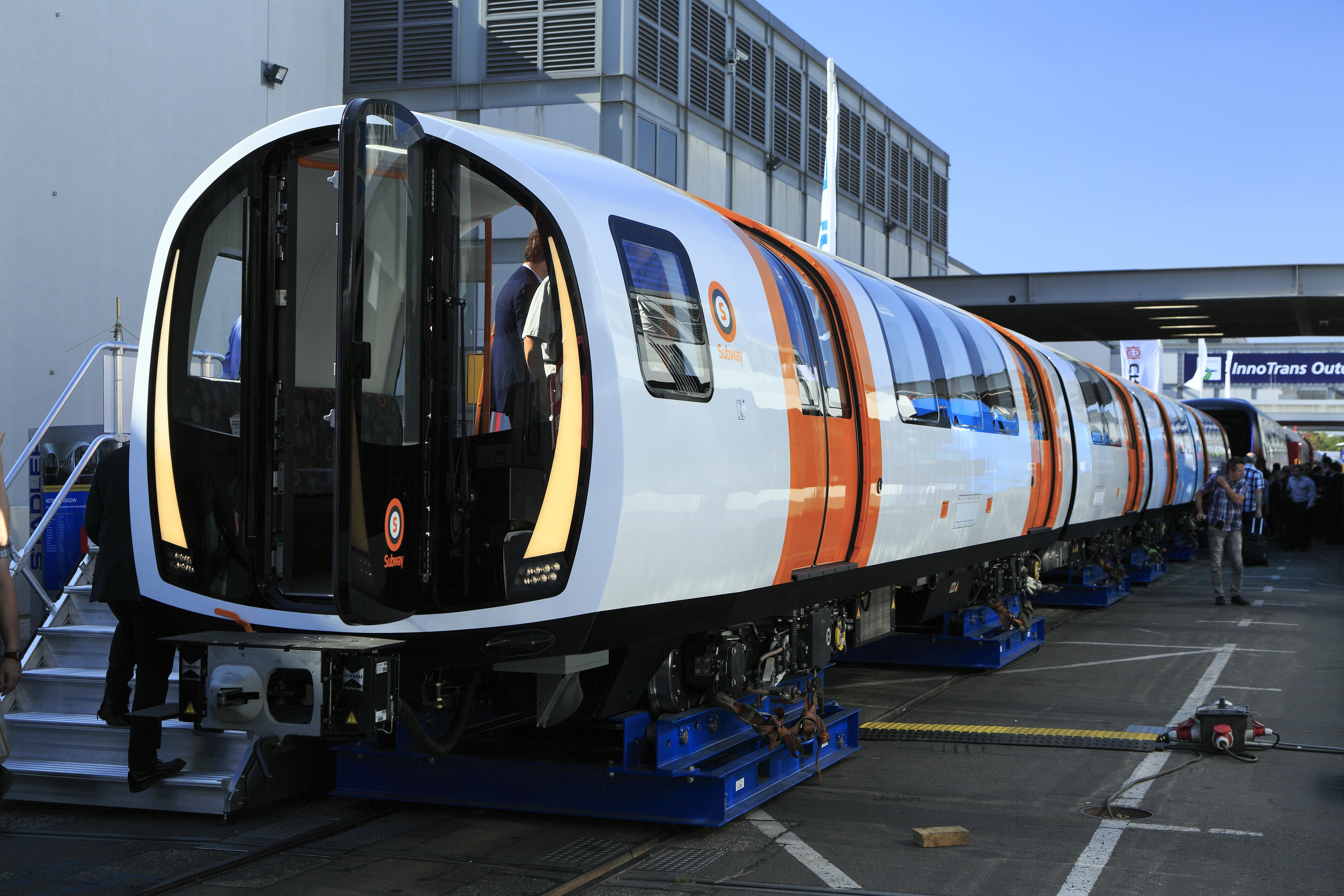
Nous metros per a Glasgow.

### Locomotores
Des dels seus orígens, Stadler construeix diversos tipus de locomotores lleugeres i tractors de maniobres, alguns fets a mesura. A més, després de l'adquisició del negoci de material rodant a Vossloh el 2015, Stadler construeix diversos tipus de locomotores en la seva planta d'Albuixec, de la gamma Euro. 

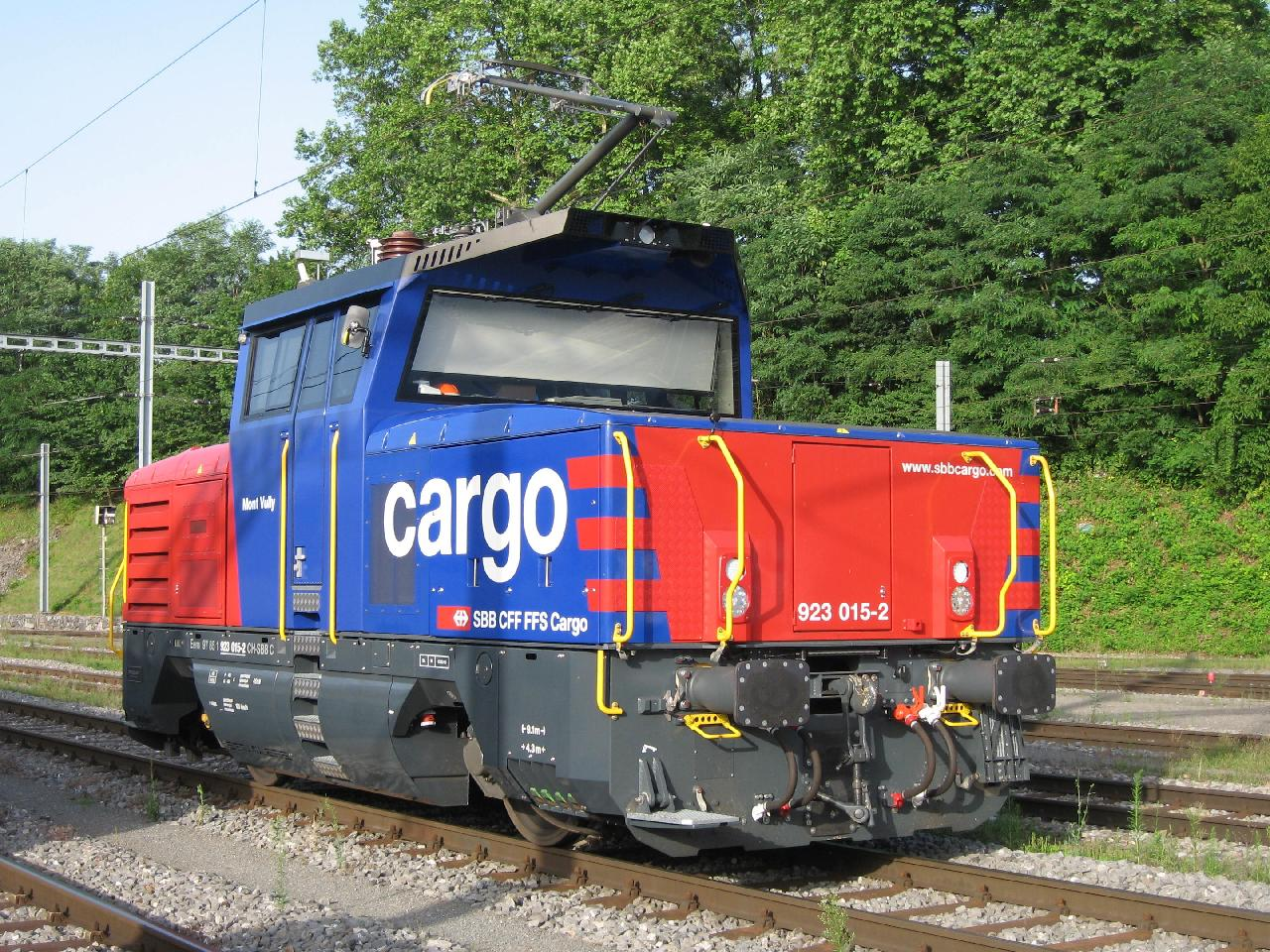
Tractor dual de maniobres Eem 923 de SBB.
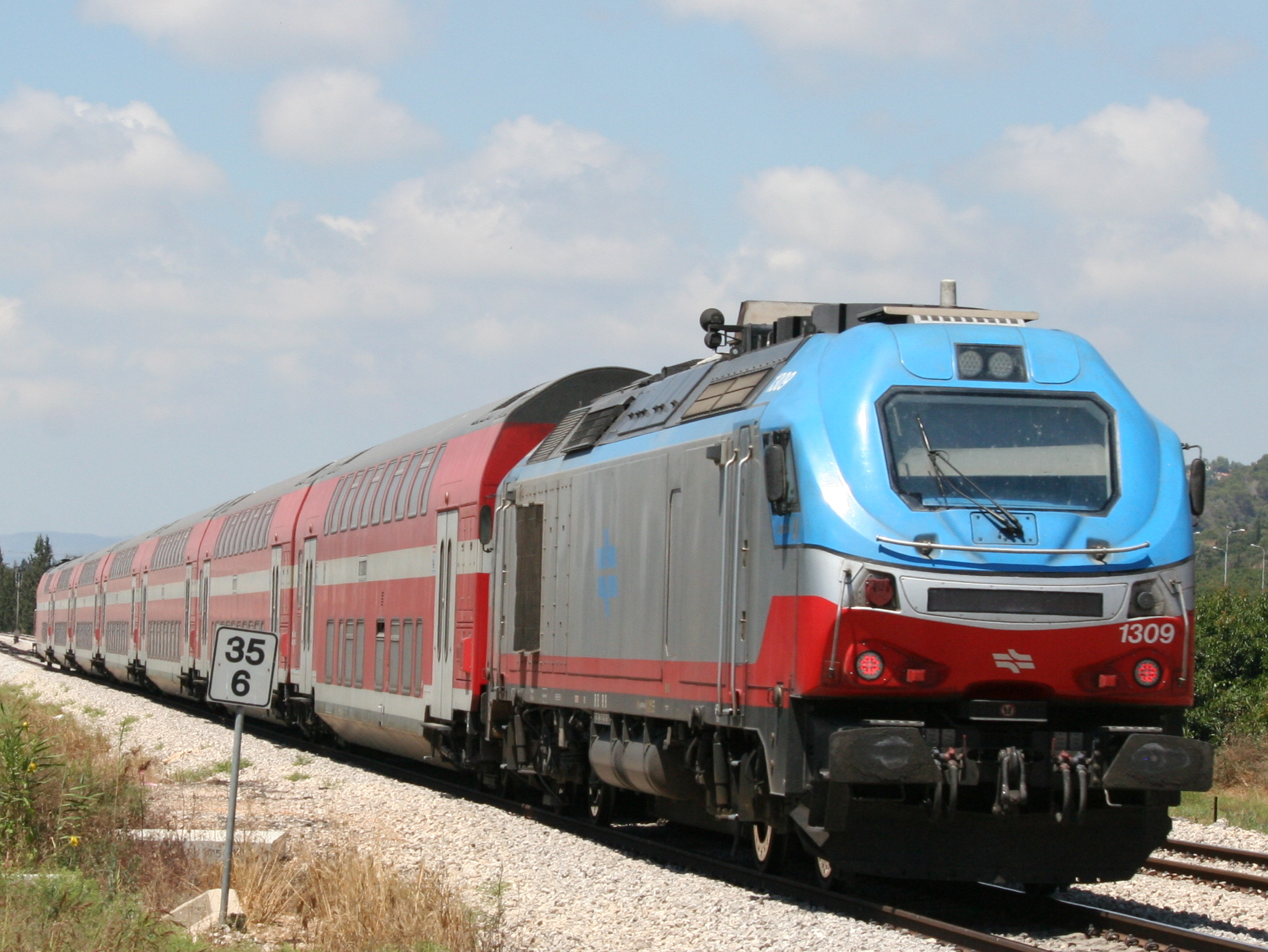
Euro3000 dels ferrocarrils d'Israel.
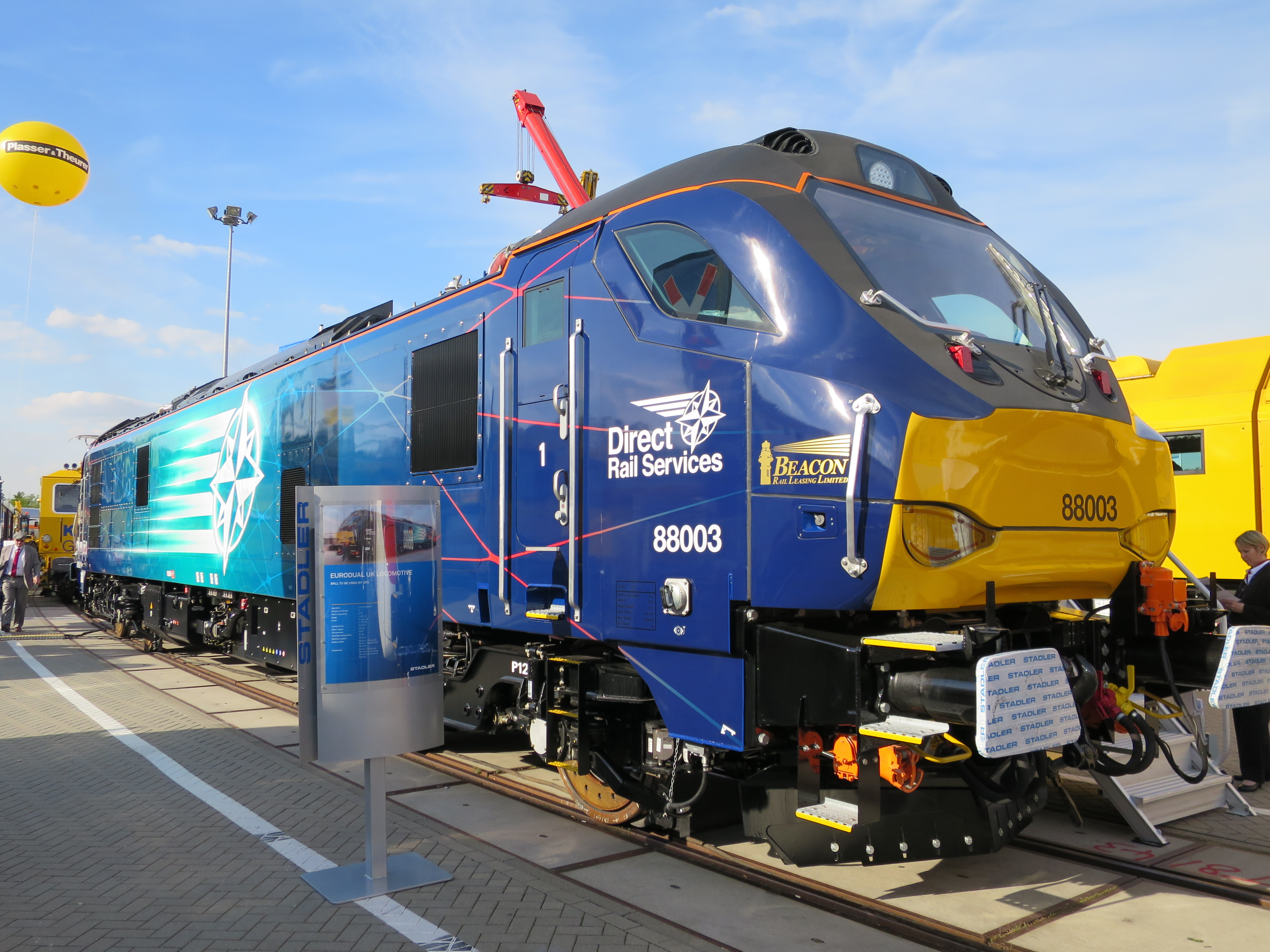
Eurodual classe 88 per Direct Rail Services.
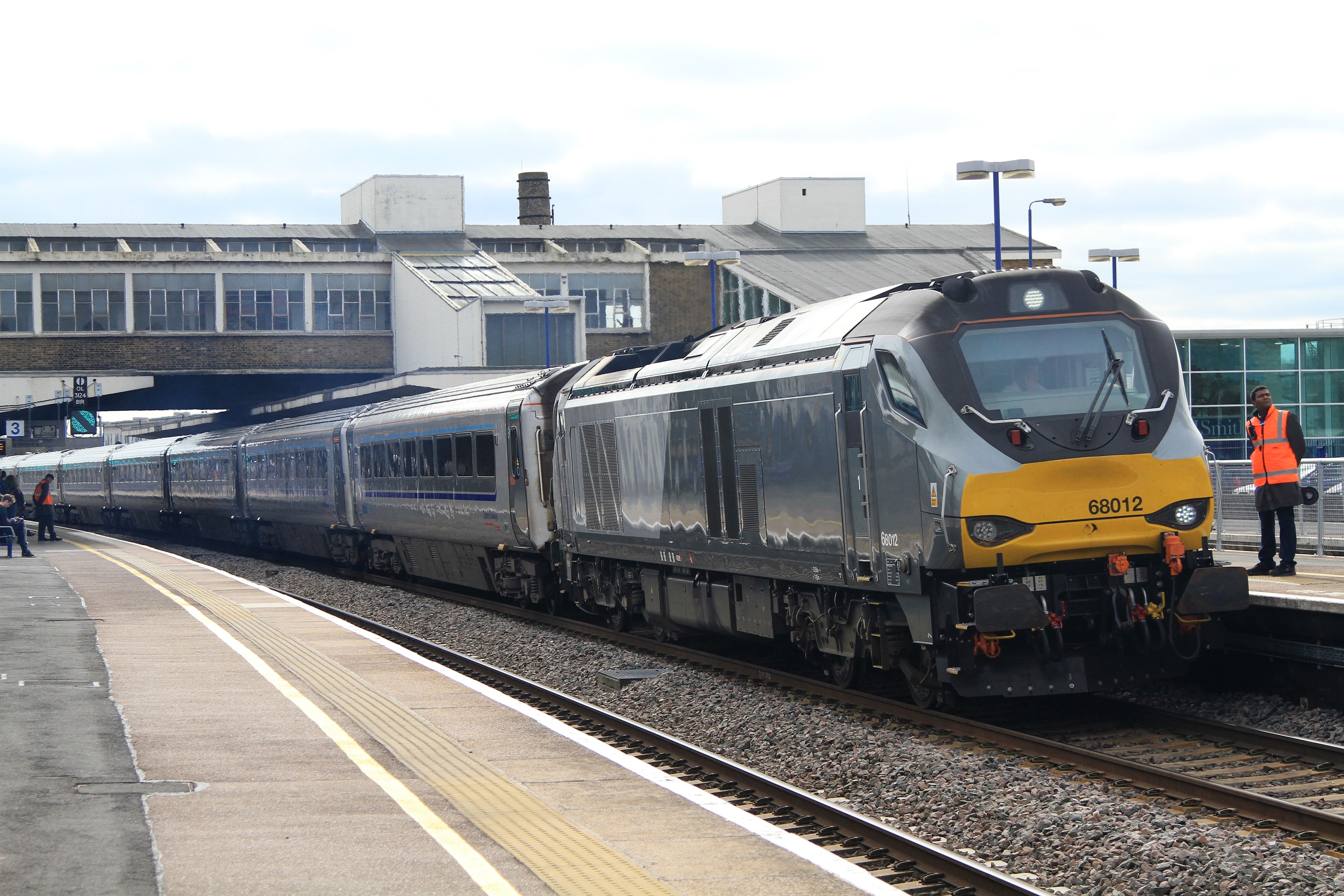
Eurolight classe 68 de Chiltern Railways.

### Ferrocarrils de via estreta
Stadler és el principal fabricant d'unitats de tren de via estreta pels ferrocarrils suïssos, així com d'unitats de tren i de locomotores per a ferrocarrils de cremallera. Encara que no té un model de catàleg com a tal, diverses UT i locomotores o bé han estat fabricades sota el mateix disseny tècnic, o bé han estat adquirides conjuntament per diverses empreses ferroviàries.

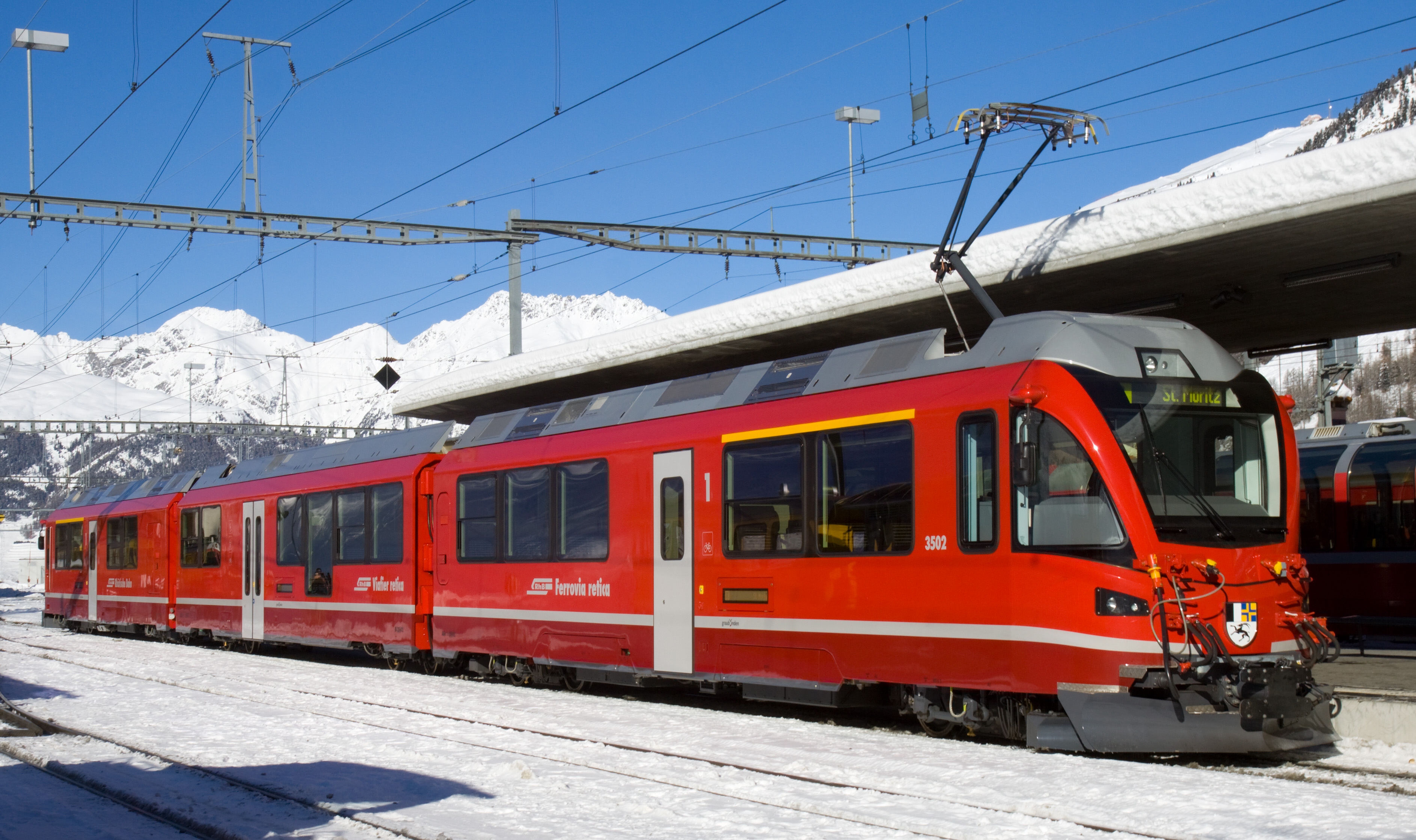
Potents UT de tres cotxes ALLEGRA pels Rhätische Bahn, capaces de remolcar composicions de fins a 16 cotxes de viatgers.
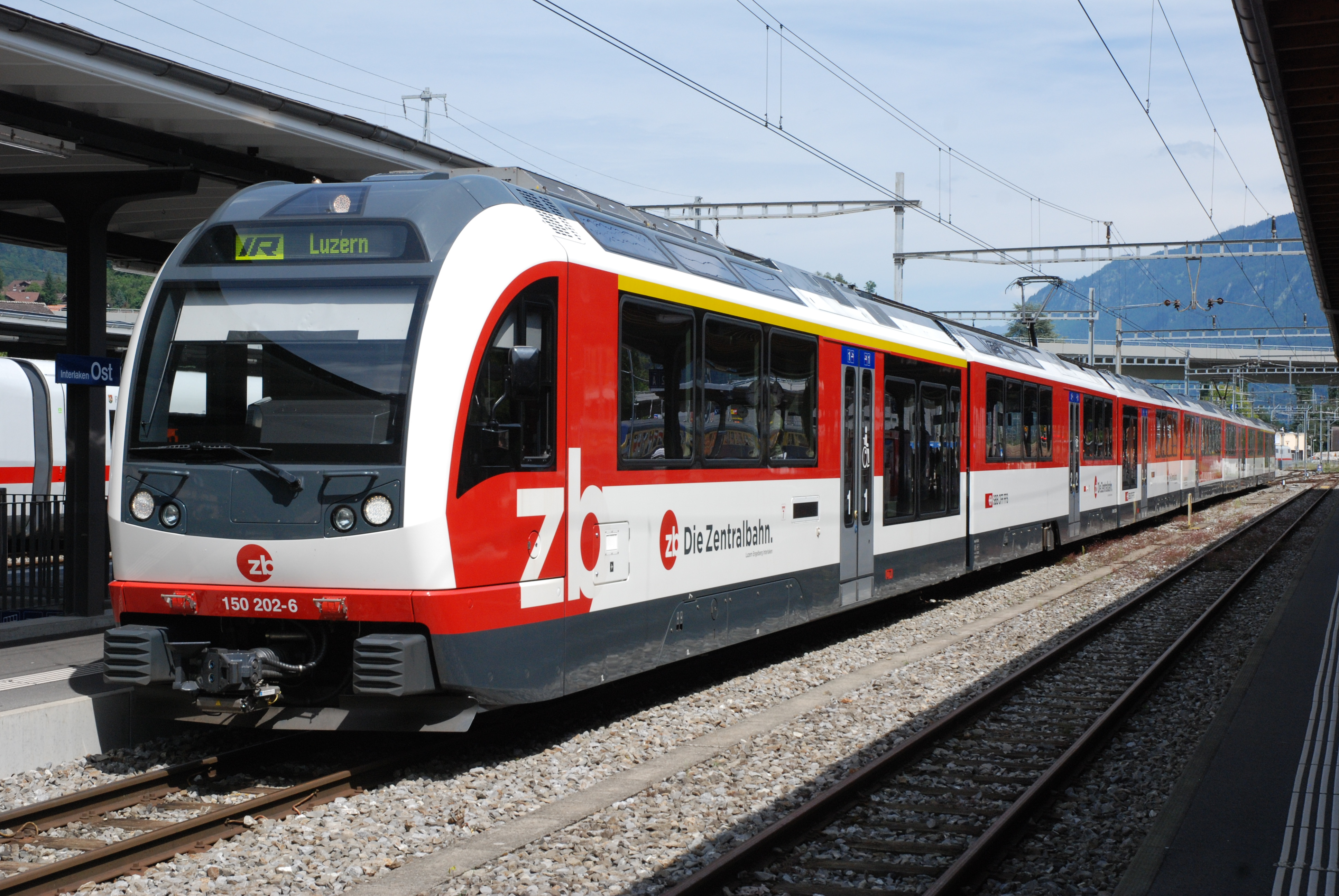
UT de set cotxes i cremallera ADLER per trens interregionals del Zentralbahn.
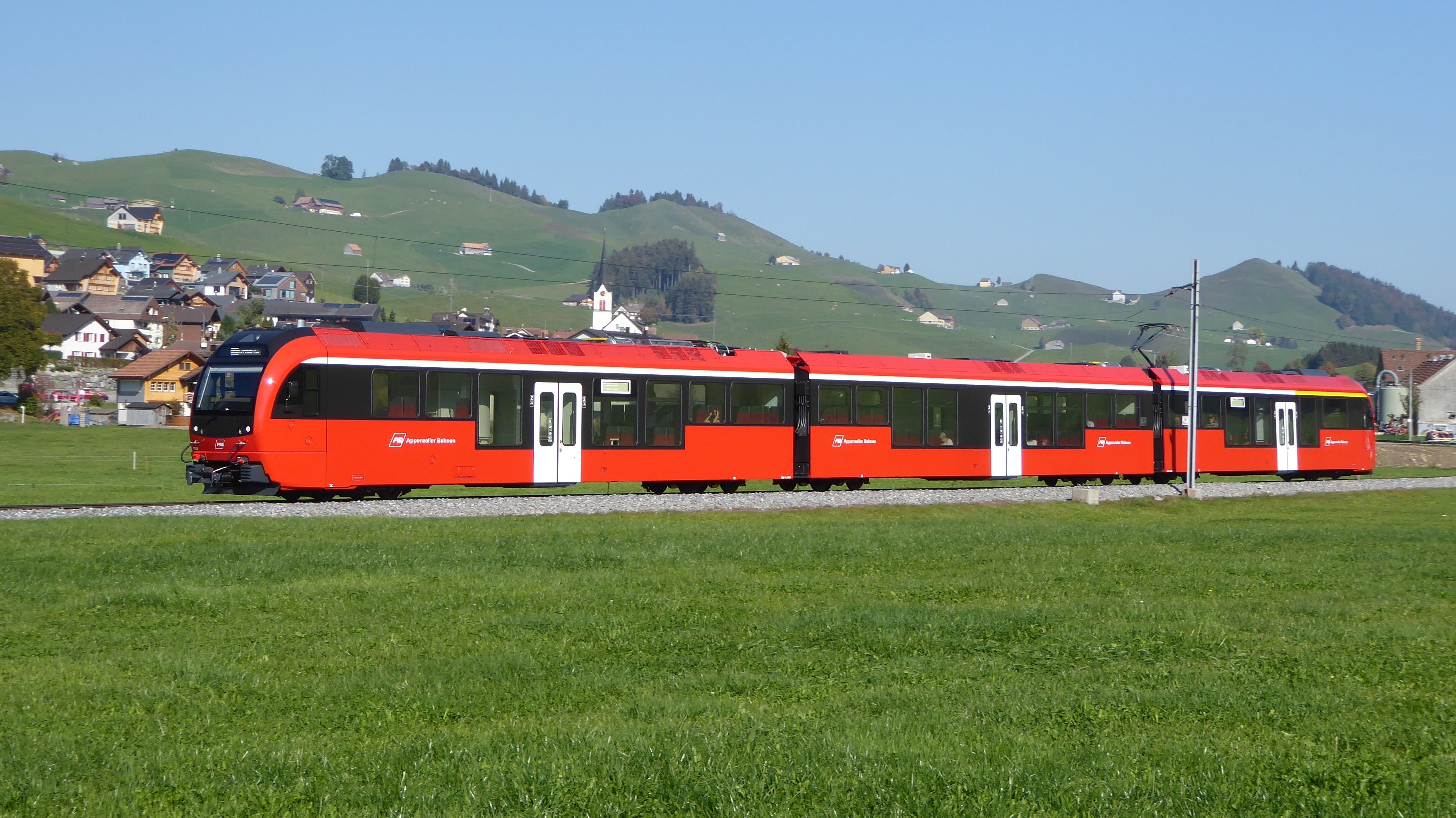
UT de tres cotxes WALZER pels Appenzeller Bahnen, d'un model fabricat per a diverses empreses ferroviàries suïsses.
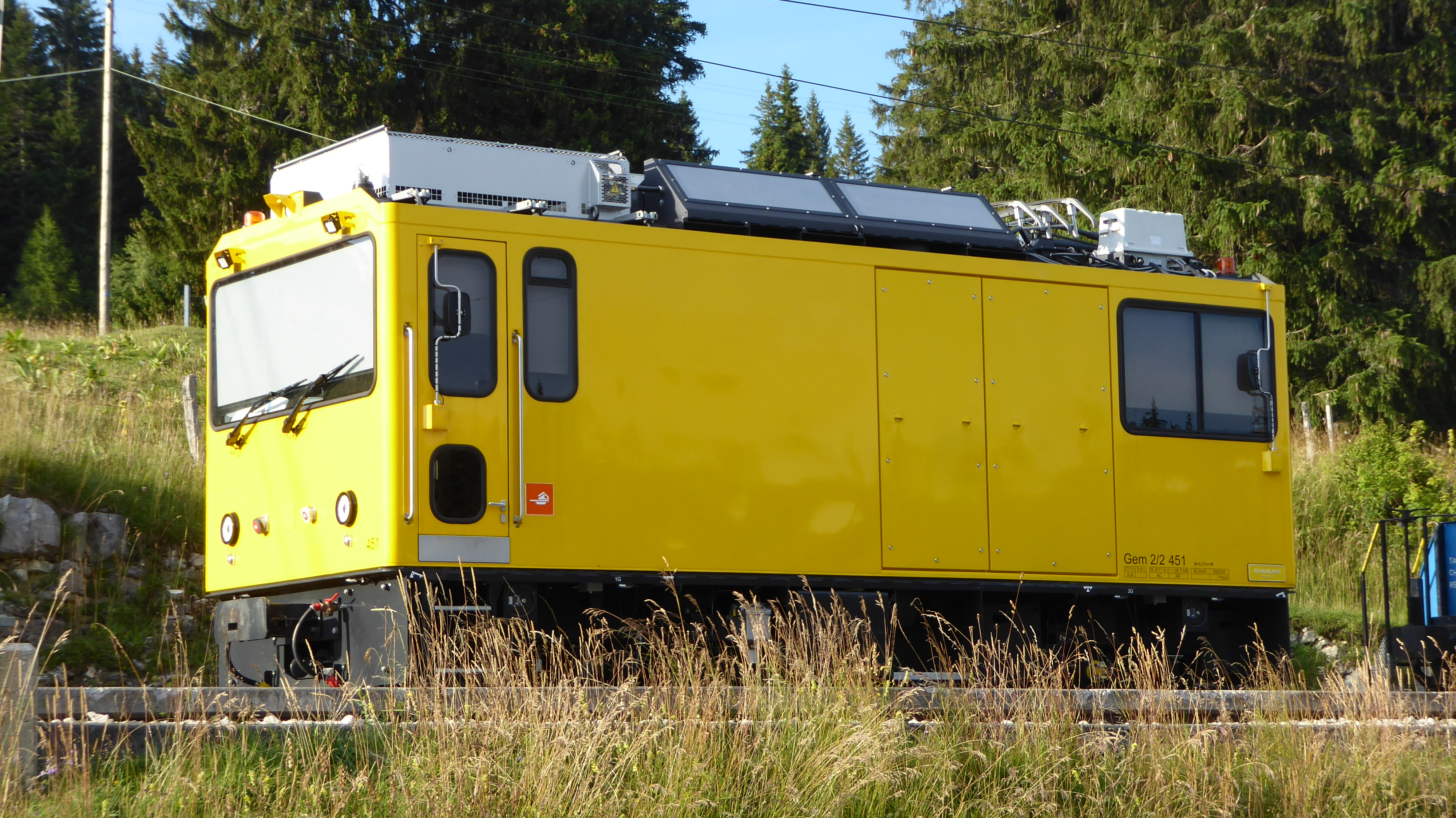
Locomotores duals construïdes per a diversos ferrocarrils, algunes amb cremallera.

### Cotxes de viatgers
Des de fa anys, Stadler també fabrica cotxes de viatgers, especialment pels ferrocarrils de vía estreta de Suïssa, alguns d'ells de tipus especials, i d'altres de tipus normalitzats.

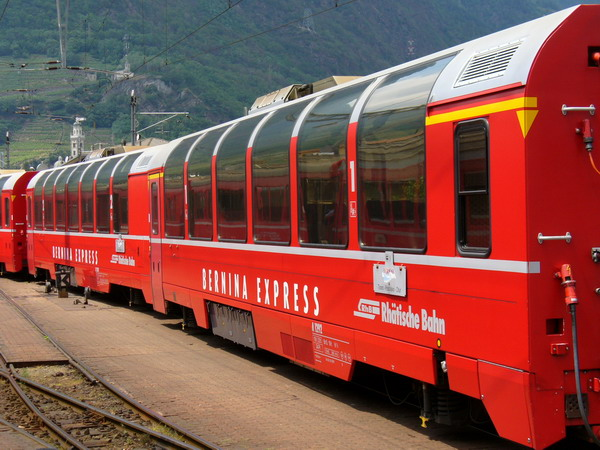
Cotxes panoràmics pel tren Bernina Express dels Rhätische Bahn.
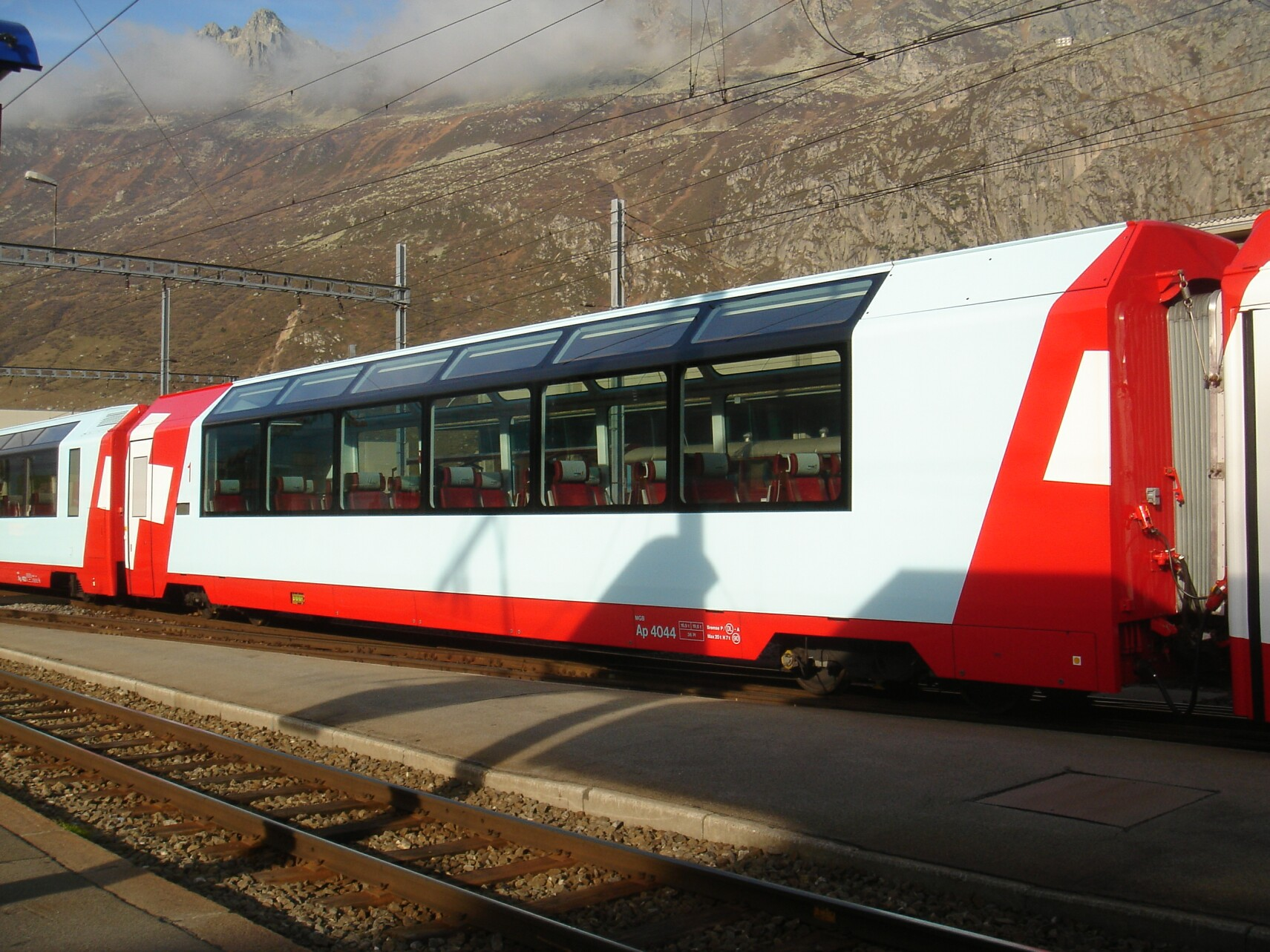
Cotxe panoràmic del MGB pel famós Glacier Express.
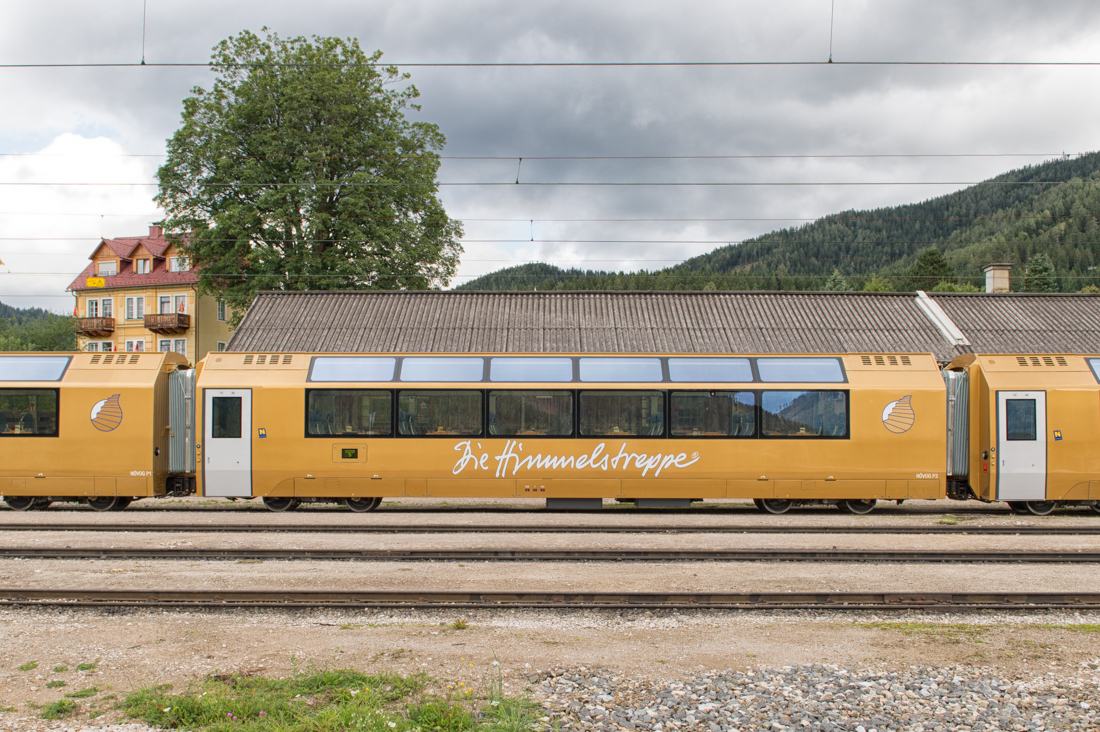
cotxe panoràmic pel ferrocarril austríac Mariazellerbahn.
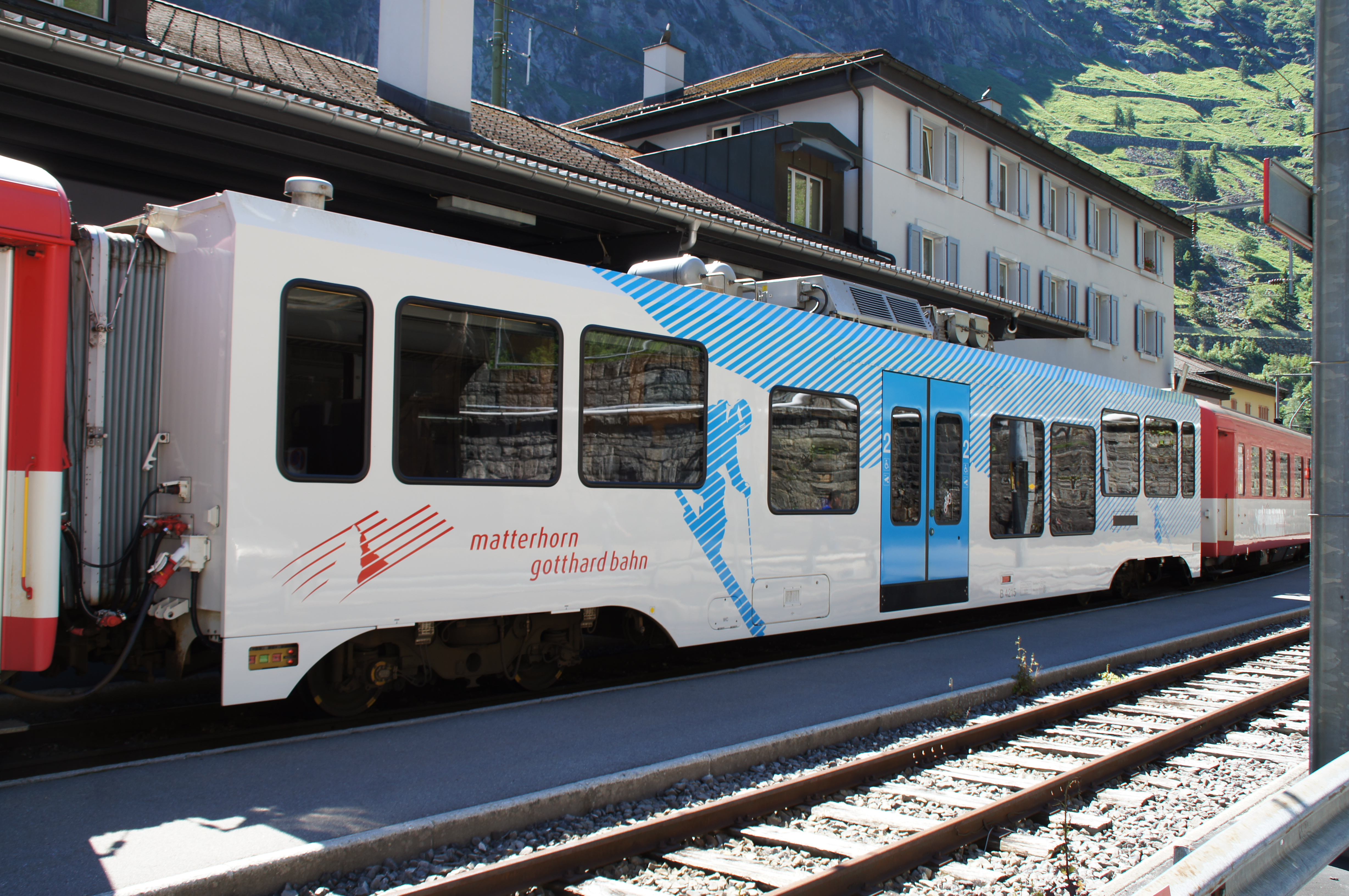
Cotxe de pis baix, d'un model unificat per diversos ferrocarrils de via estreta suïssos, i pel Cremallera de Núria de FGC.
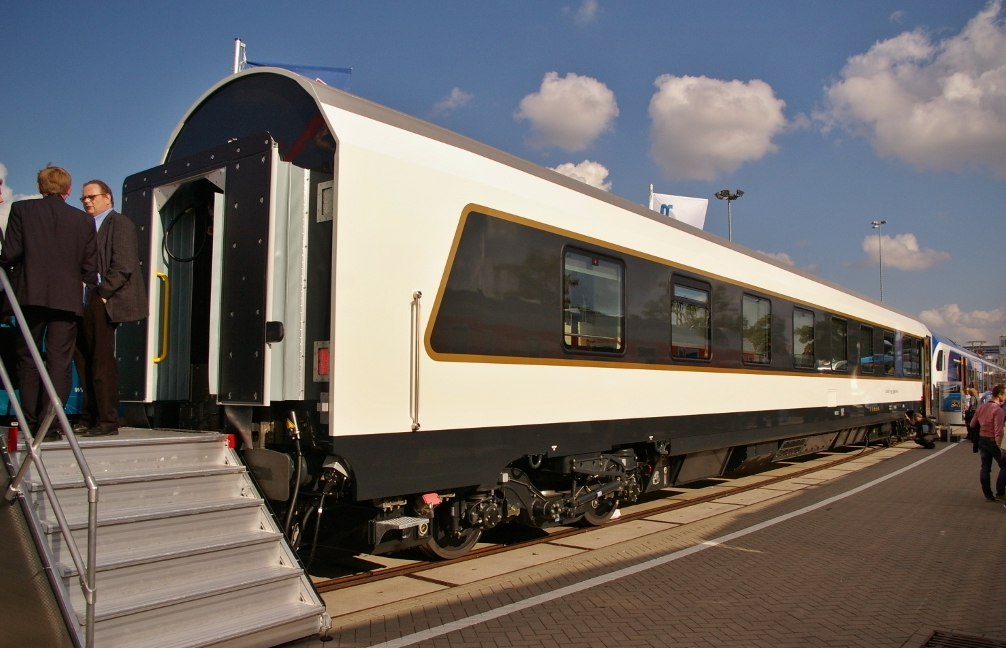
Cotxe llits amb bogis de rodadura desplaçable pels ferrocarrils d'Azerbaidjan.

### Models que ja no es fabriquen
| Imatge | Denominació        | Inici fabricació | Final fabricació | Vehicles construïts | Descripció |
| ------ | ------------------ | ---------------- | ---------------- | ------------------- | --- |
|        | Regio-Shuttle RS 1 | 1996 (2001)      | 2013             | 497                 | Automotor diésel d'un sol cotxe dissenyat per ADtranz, i fabricat per Stadler des del 2001. Exclusiu per al mercat alemany |

## Material Stadler a Espanya
Fins fa poc temps, Stadler Rail només havia fabricat per a Espanya trens per a les línies de cremallera dels Ferrocarrils de la Generalitat de Catalunya, atès que pràcticament és l'única empresa europea que construeix aquest tipus de vehicles especialitzats. Des de l'adquisició de la fàbrica d'Albuixec, Stadler ha guanyat altres concursos per a la fabricació de diversos tipus de material rodant.
| Imatge | Sèrie              | Empresa         | Posada en servei | Vehicles construïts | Vehicles encarregats | Descripció |
| ------ | ------------------ | --------------- | ---------------- | ------------------- | -------------------- | --- |
|        | D9                 | FGC             | 1994             | 1                   | -                    | Locomotora dièsel per al Cremallera de Núria, actualment al Cremallera de Montserrat.                                                                       |
|        | L09                | FGC             | 1995             | 1                   | -                    | Màquina llevaneus no automotora pel Cremallera de Nuria. |
|        | AM1-AM5, A10 i A11 | FGC             | 2002-2003        | 7                   | -                    | Unitats de tren tipus GTW 2/6 per les línies de cremallera de Montserrat (AM1-AM5) i Núria (A10 i A11).                                                     |
|        | DM6                | FGC             | 2004             | 1                   | -                    | Locomotora dièsel pel Cremallera de Montserrat, actualment al Cremallera de Núria.                                                                          |
|        | 331/01 a 331/03    | FGC             | 2016 i 2022      | 3                   | -                    | Unitats de tren dièsel tipus GTW 2/6 per a la línia de Lleida a La Pobla de Segur. Les dues primeres posades en servei en 2016, i la tercera el 2022.       |
|        | 5001-5006          | FGV             | 2019             | 6                   | -                    | Tramvies-trens duals (electro-dièsel) del model Citylink per prestar servei a la línia 9 del Tramvia Metropolità d'Alacant.                                 |
|        | H12                | FGC             | 2019             | 1                   | -                    | Locomotora dual per al Cremallera de Núria. |
|        | AR5 i AR8          | FGC             | 2019             | 2                   | -                    | Remolcs intermedis pels automotors sèrie A5-A8 del Cremallera de Núria.                                                                                     |
|        | 256.01             | FGC             | 2020             | 1                   | -                    | Locomotora dual amb cremallera per trens de treballs del Cremallera de Montserrat i de la línia Llobregat-Anoia.                                            |
|        | 115.01 a 115.15    | FGC             | 2021-2022        | 15                  | -                    | Unitats de tren elèctriques de quatre cotxes per a la línia Barcelona-Vallès.                                                                               |
|        | 256                | Captrain España | 2021-2022        | 11                  | -                    | Locomotores del tipus Euro 6000, sis per ample de via de 1.435 mm i cinc per ample de 1.688 mm. Seran propietat d'Alpha Trains, que les llogarà a Captrain. |
|        | 336                | ADIF            | 2022             | -                   | 22                   | Locomotores duals per a trens de treballs, rescat i exploració de línies, probablement pels dos amples de via.                                              |
|        | 257                | FGC             | 2022             | 1                   | 4                    | Locomotores duals de vía mètrica per a trens de mercaderies de la línia Llobregat-Anoia.                                                                    |
|        | ?                  | ADIF            | ?                | -                   | 3                    | Trens auscultadors de via i catenària, bi-modals. Un per ample de via de 1.435 mm i dos per ample de 1.688 mm.                                              |
|        | ?                  | Renfe           | ?                | -                   | 24                   | Unitats de tren de quatre cotxes per serveis de rodalies.                                                                                                   |
|        | ?                  | Renfe           | ?                | -                   | 35                   | Unitats de tren de vuit cotxes per serveis de rodalies. |
|        | ?                  | Renfe           | ?                | -                   | 12                   | Locomotores per remolcar trens de mercaderies a la variant de Pajares.                                                                                      |
|        | ?                  | FGC             | ?                | -                   | 4                    | Unitats de tren elèctriques de via ample per fer serveis regionals entre Lleida, Cervera i Manresa.                                                         |